# DataViva
DataViva é uma plataforma aberta e gratuita de visualização de dados sociais e econômicos do Brasil. A ferramenta disponibiliza informações oficiais sobre exportações, atividades econômicas, educação e ocupações de mais de 5 mil municípios brasileiros. São 11 tipos de aplicativos, que, juntos, formam mais de 1 bilhão de possibilidades de visualizações. Todos os gráficos e dados disponibilizados no site podem ser salvos pelo usuário.
O DataViva foi a primeira plataforma de âmbito nacional a incorporar os conceitos e metodologia do Product Space através da qual é possível ver a rede de produtos exportados pelo Brasil, além de saber os volumes e para quais países eles foram exportados. A metodologia possui diversas aplicações em política públicas, tanto de desenvolvimento econômico quanto para análise de impactos.
É uma iniciativa do Governo de Minas Gerais e da Fundação de Amparo à Pesquisa do Estado de Minas Gerais (FAPEMIG).

## Aplicativo
Através dos aplicativos de visualização, a plataforma explicita conexões entre dados, possibilitando ao usuário entender o desenvolvimento das atividades econômicas no país. Para isso, trabalha com bases de dados disponibilizadas pelo Ministério do Trabalho e Previdência Social (MTPS), Ministério do Desenvolvimento, Indústria e Comércio Exterior (MDIC) e Ministério da Educação (MEC).

## História do projeto
Elaborado inicialmente para auxiliar a política de desenvolvimento econômico do governo do Estado de Minas Gerais, a plataforma foi desenvolvida em parceria com os professores Ricardo Hausmann (Harvard Kennedy School of Government) e Cesar Hidalgo (Massachusetts Institute of Technology - MIT). A sua primeira versão foi lançada em novembro de 2013, e foi vencedora do Prêmio Excelência em Governo Eletrônico (Prêmio E-gov) da Associação Brasileira de Entidades Estaduais de Tecnologia da Informação e Comunicação (Abep), em 2014.
Um dos pilares de concepção do DataViva é o Big Data, técnica de geração de conhecimento e inteligência a partir do processamento de um grande volume de dados. Baseado em referências internacionais, o projeto disponibiliza, na versão atual, dados nacionais dos últimos dez anos, referentes a economia, educação, indústria, mercado profissional, entre outras categorias, visualizadas por localidade.
Na versão 3.0 da ferramenta, lançada em maio de 2016, o público pode responder a algumas perguntas prévias, disponíveis no site para três perfis de usuários: empreendedores, agentes de desenvolvimento e estudantes e profissionais.